# Scotts Corners
Scotts Corners és una concentració de població designada pel cens dels Estats Units a l'estat de Nova York. Segons el cens del 2000 tenia 624 habitants.

## Demografia
Segons el cens del 2000, Scotts Corners tenia 624 habitants, 227 habitatges, i 174 famílies. La densitat de població era de 136,1 habitants per km².
Dels 227 habitatges en un 35,7% hi vivien nens de menys de 18 anys, en un 70% hi vivien parelles casades, en un 5,3% dones solteres, i en un 23,3% no eren unitats familiars. En el 18,1% dels habitatges hi vivien persones soles el 6,6% de les quals corresponia a persones de 65 anys o més que vivien soles. El nombre mitjà de persones vivint en cada habitatge era de 2,72 i el nombre mitjà de persones que vivien en cada família era de 3,1.
Per edats la població es repartia de la següent manera: un 25% tenia menys de 18 anys, un 4,3% entre 18 i 24, un 29,6% entre 25 i 44, un 28,5% de 45 a 60 i un 12,5% 65 anys o més.
L'edat mediana era de 41 anys. Per cada 100 dones de 18 o més anys hi havia 96,6 homes.
La renda mediana per habitatge era de 127.962 $ i la renda mediana per família de 154.790 $. Els homes tenien una renda mediana de 93.019 $ mentre que les dones 51.579 $. La renda per capita de la població era de 65.192 $. Cap de les famílies i l'1,9% de la població estaven per davall del llindar de pobresa.